# Ґрабово (Августівський повіт)
Ґрабово (пол. Grabowo) — село в Польщі, у гміні Августів Августівського повіту Підляського воєводства.
Населення — 74 особи (2011).
У 1975-1998 роках село належало до Сувальського воєводства.

## Демографія
Демографічна структура станом на 31 березня 2011 року:
|          | Загалом | Допрацездатний вік | Працездатний вік | Постпрацездатний вік |
| -------- | ------- | ------------------ | ---------------- | -------------------- |
| Чоловіки | 39      | 9                  | 28               | 2                    |
| Жінки    | 35      | 11                 | 17               | 7                    |
| Разом    | 74      | 20                 | 45               | 9                    |